# Takayuki Yagi
Takayuki Yagi (八木隆行 Yagi Takayuki?) (20 de mayo de 1975) es un árbitro y luchador profesional japonés, más conocido por su carrera en Toryumon y en Dragon Gate, donde trabaja actualmente.

## Carrera

### Toryumon (2001-2004)
Yagi, después de entrenar en el Último Dragón Gym, hizo su debut en la lucha libre en Toryumon México bajo su nombre real. Así mismo, Yagi adoptaría el gimmick de un pescador, entrando al ring vestido con ropa de pesca japonés y portando una bandera con motivos marítimos. Su primer feudo fue con Shuji Kondo, al que derrotó en su segundo combate en la empresa; la rivalidad duraría mucho más tiempo, incluso cuando Yagi fue trasladado a Toryumon 2000 Project.
En marzo de 2002, Yagi fue hecho miembro del stable Italian Connection, dirigido por Milano Collection A.T., y formó un dúo en él con Condottu Shuji. Para encajar con el tema italiano de la facción, Yagi cambió su nombre a Pescatore Yagi, vocablo italiano para "pescador", y cambió su bandera por una bandera de Italia. Más tarde, Italian Connection entró en un feudo con Royal Brothers (Anthony W. Mori, Henry III Sugawara & Phillip J. Fukumasa), con Yagi compitiendo activamente contra Anthony W. Mori, aunque sin mucho éxito. 
Tras ello, el grupo encontró otra rivalidad, esta vez con el grupo heel Crazy MAX (CIMA, SUWA, TARU & Dandy Fuji), la cual empezó después de que SUWA "secuestrarse" al perro invisible de Milano Collection, Mikeru. Al feudo se unió entonces Do FIXER (Magnum TOKYO, K-ness, Susumu Yokosuka & Genki Horiguchi). Durante este enfrentamiento a tres bandas, los miembros de Italian Connection perdieron una lucha por cuya estipulación se vieron obligados a admitir que no eran auténticos italianos; entre ellos, Yagi admitió no ser un pescador, sino el hijo de un panadero. El líder del grupo, Milano Collection, le envió entonces a la panadería de su familia a aprender su auténtico oficio, con lo que Yagi se mantuvo inactivo un tiempo. A su regreso, Yagi cambió su nombre a Bakery Yagi y su gimmick al de un panadero ambulante que portaba una cesta con pan recién horneado; en su retorno, facilitó la victoria de Italian Connection en un combate contra Crazy MAX cuando Yagi dio con una baguette en el gemelo de SUWA. Esto, eventualmente, convirtió en heel a toda la banda. 
Un tiempo más tarde, Italian Connection se separó y Yagi permaneció como asistente de Shuji Kondo, brother YASSHI & Toru Owashi. Sin embargo, en una ocasión Kondo y YASSHI le ordenaron ir a backstage a traerles pan; durante su ausencia, Owashi dijo que "los sumos no comían pan", y a la vuelta de Yagi le atacaron entre los tres, haciéndole tragar todo el pan y expulsándolo del grupo.

### Dragon Gate (2004-presente)
Después de que Último Dragón abandonase Toryumon Japan y se llevara la marca registrada con él, la empresa cambió su nombre a Dragon Gate. En ella, Yagi comenzó a trabajar como árbitro debido a lesiones, y volvió a usar su nombre real. Takayuki tendría una rivalidad con Florida Brohters (Raimu Mishima & Michael Iwasa), cuyas tácticas en el ring desesperaban a Yagi; sin embargo, este se volvió heel y se alió con ellos. Durante ese tiempo, Yagi comenzó a usar una camisa con la bandera de Estados Unidos, como el uniforme de los Florida Brothers, y unas enormes gafas de sol, sin las que supuestamente no veía nada y que siempre tenía un pretexto para quitarse cuando los oponentes estaban a punto de hacer el pinfall en Mishima o Iwasha. Yagi también volvió al ring como luchador, bajo el nombre de Johnson Florida y con una máscara de lucha libre mexicana, uniéndose a los otros dos como Florida Express. Tras la disolución del trío, Johnson se alió con Jackson Florida para reformar el tag team, aunque con un estilo notablemente más humorístico que el anterior.

## En lucha
- Movimientos finales
  - Takotsubo-Gatame[2] (Rolling armbar takedown derivado en cross-legged grounded octopus hold)
  - Bridging fisherman suplex[1][2]

- Movimientos de firma
  - Diving headbutt
  - Dropkick
  - Fisherman brainbuster
  - Inverted DDT
  - Reverse figure four leglock
  - Rolling bodyscissors takedown derivado en double underhook hold
  - Running arched big boot
  - Sitout jawbreaker
  - Straight jacket choke
  - Superkick
  - Swinging fisherman suplex[2]

- Mánagers
  - Venezia

## Campeonatos y logros
- Dragon Gate
  - Dragon Gate Open the Owarai Gate Championship (1 vez)